# Taipaleensaaret (ö i Pihtipudas, Alvajärvi)
Taipaleensaaret är en ö i Finland. Den ligger i sjön Alvajärvi och i kommunen Pihtipudas i den ekonomiska regionen  Saarijärvi-Viitasaari och landskapet Mellersta Finland, i den centrala delen av landet, 400 km norr om huvudstaden Helsingfors. Öns största längd är 130 meter i öst-västlig riktning. Notera att namnet antyder att det är fråga om flera öar.